# Église Sainte-Marie-Madeleine de Biot
L'église Sainte-Marie-Madeleine de Biot est une église catholique située en France sur la commune de Biot, dans le département des Alpes-Maritimes en région Provence-Alpes-Côte d'Azur.
Elle fait l'objet d'un classement au titre des monuments historiques depuis le 5 décembre 1984.

## Localisation
L'église est située dans le département français des Alpes-Maritimes, sur la commune de Biot.

## Historique
Une première église paroissiale a été construite à Biot, près du château, avant la première moitié du XIIe siècle. 
Lors des crises de la seconde moitié du XIVe siècle, le village est dépeuplé et son église détruite en 1367.
Le roi René fait repeupler le village par des familles génoises, en 1470. Une nouvelle église est alors reconstruite, peut-être en réutilisant partiellement des éléments de l'ancienne. Elle présente une nef de trois vaisseaux couverts de voûtes d'arêtes, complétée de trois absides semi-circulaires. La porte latérale est terminée en 1506, la porte principale en 1536. Les vantaux sont datés 1638. Des chapelles latérales ont été ajoutées dans le second tiers du XVIIe siècle.
La mosaïque en galets du parvis de l'église a été réalisée en 1685.
L'édifice est classé au titre des monuments historiques en 1984.

## Mobilier
L'église possède plusieurs tableaux :
- Vierge du Rosaire : ce retable a été peint vers 1505, par Louis Bréa[3],[4]. La Vierge porte l'enfant Jésus sur le bras gauche et tend de la main droite un rosaire (ou chapelet, dont la dévotion s'est répandue dès la fin du XVe siècle). Deux anges écartent largement sur l'humanité le manteau protecteur. Agenouillés aux pieds de Marie se tiennent les hommes ; à sa droite, les hommes d'Église : pape, cardinaux, évêques, religieux. À sa gauche, les laïcs : empereur, princes, bourgeois, simples gens, tous tenant dans leurs mains le fameux rosaire. Au-dessus de la Vierge, dans l'axe du panneau central, est figurée la Trinité : le Père tient dans ses bras écartés son fils crucifié. La colombe, signe de l'esprit, les unit. Deux anges sont en adoration au pied du trône céleste. De part et d'autre du panneau central se superposent des figures de saints. À gauche, de haut en bas : saint Pierre, à la courte barbe blanche, avec les deux clés du Royaume, celle qui ouvre, celle qui ferme. Saint Etienne, en habit de diacre, lapidé pour sa foi. Quelques cailloux sont représentés sur sa tête et sur ses épaules, et il tient la palme du martyre. En-dessous, saint Jean Baptiste, est habillé de la tunique de peau qu'il portait dans le désert. Il indique, posé sur le livre, l'agneau qui sera sacrifié, mais qui vaincra la mort. À droite, de haut en bas, saint Barthélémy, qui fut écorché vif, et porte l'instrument de son martyre. En dessous, un personnage non identifié, portant crosse épiscopale et palme. Puis la figure raffinée de sainte Marie Madeleine, avec le vase de parfum qu'elle versa sur les pieds du Christ, et, tenant entre ses doigts, une mèche de ses cheveux qui ont servi à essuyer les pieds du Christ. Toutes ces figures, qui nous apparaissent aujourd'hui sur fond bleu sombre, étaient certainement peintes sur un fond d'or.
- Christ aux plaies : tableau du début du XVIe siècle dont l'auteur est inconnu[5],[6]. Il s'agit de la représentation du Christ Rédempteur, mort pour le rachat des fautes des pécheurs. Le Christ est représenté au milieu des instruments de la Passion.

La base Palissy donne les objets inscrits ou classés à Biot.